# سخنرانی‌های گیفورد
سخنرانی‌های گیفورد (به انگلیسی: Gifford Lectures) مجموعه‌ای از سخنرانی‌های سالانه است که در سال ۱۸۸۷ به خواست آدام گیفورد پایه‌گذاری شد. هدف از این سخنرانی‌ها ترویج الهیات طبیعی به معنای وسیع کلمه یا به عبارت دیگر، شناخت خدا است. سخنرانی کردن در سخنرانی‌های گیفورد یکی از معتبرترین افتخارات در مجامع دانشگاهی اسکاتلند است. این سخنرانی‌ها در چندین دانشگاه اسکاتلند انجام می‌شود: دانشگاه سنت اندروز، دانشگاه گلاسگو، دانشگاه آبردین و دانشگاه ادینبورگ. این سخنرانی‌ها معمولاً به صورت مجموعه درس‌گفتارهایی در طول یک سال تحصیلی و با هدف انتشار محتوای ویرایش شدهٔ آن‌ها به صورت کتاب، ارائه می‌شوند. تعدادی از این آثار در زمینه‌های الهیات یا فلسفه و رابطهٔ دین و علم به آثار کلاسیک در این رشته‌ها تبدیل شده‌اند.
اولین زنی که برای ارائهٔ درس‌گفتار در این مجموعه منصوب شد، هانا آرنت بود که بین سالهای ۱۹۷۲ و ۱۹۷۴ در آبردین حضور داشت.